# エウテュプロン
『エウテュプロン』（エウテュプローン、古代ギリシア語: Εὐθύφρων、古代ギリシア語ラテン翻字: Euthyphrōn、英: Euthyphro [ˈjuːθɪfroʊ]）とは、プラトンの初期対話篇の1つ。副題は「敬虔について」。

## 構成

### 登場人物
- ソクラテス - 最晩年、70歳。
- エウテュプロン - アテナイのプロスパルタ区出身の神学者[2]。30-40代。

### 時代・場面設定

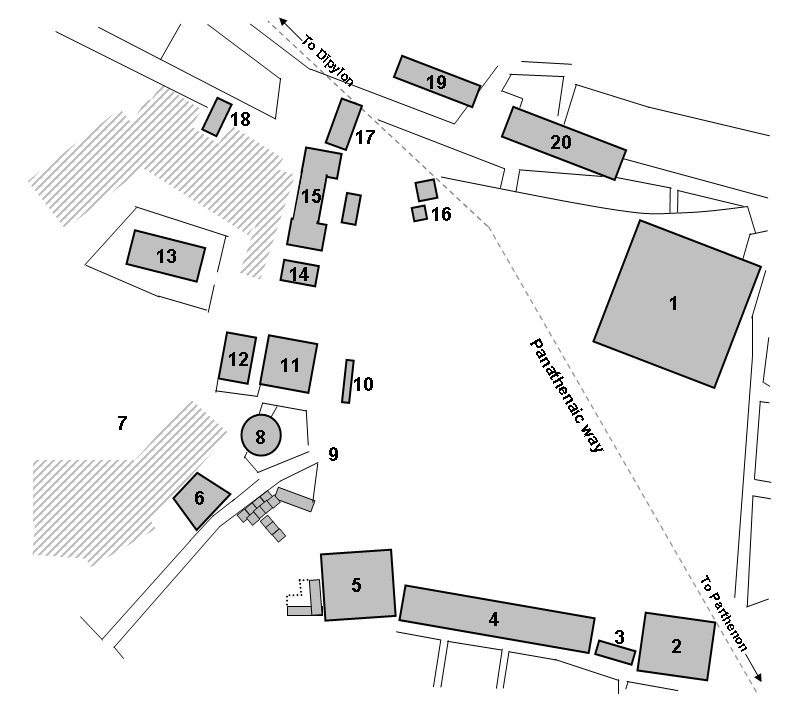
紀元前5世紀におけるアテナイのアゴラ。8の丸い建物（トロス）内に、プリュタネイオン（役所）はあった。

紀元前399年、アテナイのアゴラに面したプリュタネイオン（役所）周辺にて。
メレトスに「涜神罪」（神を冒涜した罪）で公訴され、その予審期間中の聴取のため、宗教犯罪の訴訟審理を行う役職アルコーン・バシレウスがいる、この場所を訪れていたソクラテス。ここでエウテュプロンと出くわすところから、話は始まる。
2人はソクラテスの事情について会話を交わした後、話題はエウテュプロンの話に移る。なんでも彼が植民地ナクソス島で農業を行っていた際、現地の日雇い人が自分たちの奴隷の一人を殺してしまったため、アテナイの聖法解釈者に扱いを尋ねるべく使いを出した。その間、エウテュプロンの父親は日雇い人を縛って溝に放置していたが、まったく世話をしなかったため死なせてしまった、そのため、殺人罪で父親を訴えに来たのだという。
当人である父や、身内の者たちは、「父親は直接被害者を殺めたわけでもないし、被害者は人殺しでもあるのに、ましてや息子が父親を殺人罪で訴えるなど不敬虔だ」と怒っているらしいが、エウテュプロン本人は、彼らは敬虔・不敬虔に関する神々の法を知らないと、意に介さない。
ソクラテスはエウテュプロンが敬虔・不敬虔をそれほど正確に知っているのか尋ねると、エウテュプロンは当然だと応じる。こうして「敬虔」にまつわる問答が開始されることになる。
最終的に議論が行き詰まり、ソクラテスが再度一からの問答を要請するも、エウテュプロンは用事があると帰ってしまい、ソクラテスが嘆くところで話は終わる。

### 特徴
自分の智恵にうぬぼれている相手に対して、ソクラテスが表面上は褒め称えつつ問答に持ち込み、その無知を暴いていくという、エイロネイア（イロニー）の手法が典型的に描かれる。
また本篇は、初期対話篇に頻出する、論題に結論が出ず行き詰まったまま問答が終わる、いわゆる「アポリア的対話篇」の1つでもある。

### 補足
中期末の対話篇『テアイテトス』は、ソクラテスが「メレトスに訴えられたのでこれからバシレウスの役所へ行かなければならない」と言って終わる（そして、その翌日、後期対話篇『ソピステス』『政治家』の対話が行われた設定になっている）。また『クラテュロス』では、ソクラテスが「今朝エウテュプロンと長時間一緒にいて話を傾聴し、彼が自身の知恵を自分(ソクラテス)に乗り移らせた」と述べる場面がある。
したがって、本篇を含むソクラテス最後の年（紀元前399年）を描いた8つの対話篇の時間設定は、
- 『テアイテトス』
- 『エウテュプロン』（本篇）
- 『クラテュロス』

（↓翌日）
- 『ソピステス』
- 『政治家』

（↓数日（数週間）後）
- 『ソクラテスの弁明』 - 2月[4]

（↓30日後）
- 『クリトン』 - 3月
- 『パイドン』

の順となる。

## 内容
ソクラテスとエウテュプロンは、「敬虔（敬神）」が何であるかについての問答を繰り広げていくが、ソクラテスの執拗な追及によって、エウテュプロンの説明はごとごとく破綻してしまう。そうこうする内に、エウテュプロンは用事があると言って帰ってしまい、ソクラテスが嘆くところで話は終わる。
原典には章の区分はないが、慣用的には20の章に分けられている。以下、それを元に、各章の概要を記す。

### 導入
- 1. 役所周辺でソクラテスとエウテュプロンが遭遇。ソクラテスは、メレトスというよく知らない青年に「青年たちを堕落させた」という旨で公訴された事情を説明。
- 2. ソクラテスは、メレトスが「ソクラテスが新奇な神々を創作して古来の神々を礼拝しない」ことで、青年たちを堕落させていると主張していることを説明。エウテュプロンは中傷目的の公訴だと指摘。自分も民会で神々について語り予言でもすると、内容が正しくても妬みで気違い扱いされて嘲笑されると言う。
- 3. ソクラテスは、アテナイ人はエウテュプロンのような孤高の者には無関心だが他人を自分と同類にしようとする者には腹を立てるので、自分が後者の側だと思われていて、これが中傷・嘲笑目的ではなく本気の公訴だったとしたら心配だと言う。
- 4. 話題はエウテュプロンの訴訟へ。エウテュプロンは、日雇い人を死なせてしまった父を殺人罪で訴えに来た旨を説明。父や身内は自分を不敬虔だと非難し反発しているが、彼らは敬虔・不敬虔（敬神・不敬神）についての神々の法を知らないと意に介さない。ソクラテスが、エウテュプロンはそれを正確に知っているのか問うと、エウテュプロンは当然だと応じる。

### 「敬虔・不敬虔（敬神・不敬神）」についての問答
- 5. ソクラテスは、エウテュプロンを褒め称えつつ、自分がエウテュプロンの弟子になり、神々について教われば、メレトスに対抗できるはずだと述べる。エウテュプロンも当然だと応じる。
問答開始。ソクラテスは、敬虔・不敬虔（敬神・不敬神）は、あらゆる行為において当てはまる「同一・単一の相・意味」を持っているのか問う。エウテュプロンはそうだと応じる。

#### 「罪を犯し、不正を働く者を、訴え出ること」
- 6. エウテュプロンは、敬虔とは、現在の自分のように（たとえ相手が父親であろうと）「罪を犯し、不正を働く者を、訴え出ること」であり、そうしないのが不敬虔だと述べる。ゼウスが父クロノスに、またそのクロノスが父ウラノスにそうしたように。ソクラテスは、エウテュプロンは神話・詩人・画家・刺繍に表現されてきたように、本当に事実その通り神々が敵対・戦闘したと思っているのか問う。エウテュプロンは当然だと応じる。

#### 「神々に愛されるもの」
- 7. ソクラテスは、話を戻して、先程の説明では自分の質問の答えになっていないと述べる。自分は具体例ではなく、全ての行為・事象に当てはまる「単一の相」としての敬虔・不敬虔の抽象的・普遍的・本質的な規定・定義を教えてほしいのだと述べる。それを受けてエウテュプロンは、「神々に愛でられるものが敬虔、愛でられないものが不敬虔」だと述べる。
- 8. 提示された定義の検討。ソクラテスは、先程、「神々が互いに意見を異にし、敵対し、内輪争いする」とエウテュプロンが述べたことを確認。その「意見の不一致」は、計算・測定・計量などでは決定・判定できない、「正・不正」「美・醜」「善・悪」などを巡って生じることを指摘。エウテュプロンも同意。ソクラテスは、そうなると神々の間で「正・不正」「美・醜」「善・悪」等を巡る考えは統一されておらず、同一のものがある神々には愛され、別の神々には憎まれもすることがある、したがって、同一のものが敬虔になることも不敬虔になることもあると指摘。エウテュプロンも認める。
- 9. ソクラテスは、先程の定義が破綻したことを指摘。エウテュプロンは、しかし少なくとも「不正に人を殺した者が罰を受ける」といった事柄に関しては、神々の間でも意見は一致するはずだと食い下がる。ソクラテスは、人間の間でも、それに異を唱える者はいない、そして、個々の行為を巡って、「自分こそは正しく、不正を犯していない」という点で争うのだと指摘。エウテュプロンも認める。
- 10. 更にソクラテスは、エウテュプロン自身の話を引き合いに出し、父親が「不正に」日雇い人を殺した明白な証拠、その父親を息子が告発・訴訟することが「正しい」という明白な証拠を、神々が一人残らず同意する形で示してほしいと追及。

#### 「"全ての"神々に愛されるもの」
- 11. ソクラテスは、そう言いつつも、先程既に、個別具体的事例の検討したところで、敬虔・不敬虔の本質的規定とは関係無いことが明らかになったばかりなので、話を戻すことを提案。更に、先程の定義の修正案として、「"全ての"神々が愛するものが敬虔、憎むものが不敬虔」（神々の間で意見の一致をみないものは除外）という定義を提示。エウテュプロンも受容。
- 12. ソクラテスは、「愛されるもの」と「敬虔なもの」の関係性（つながりの必然性、包含関係）の考察を開始。例えば、「運ばれるもの」「導かれるもの」「見られるもの」等は、「運ぶ」作用・性質を受け取る（「運ばれる」）から「運ばれるもの」になり、「導く」作用・性質を受け取る（「導かれる」）から「導かれるもの」になり、「見る」作用・性質を受け取る（「見られる」）から「見られるもの」になる。同じように、「愛されるもの」も、「愛する」作用・性質を受け取る（「愛される」）から「愛されるもの」になり、「敬虔なもの」も、「敬虔」だから「敬虔なもの」になる。したがって、「愛されるもの」と、「敬虔なもの」との間には、必然的なつながりは無く、両者は別もの。
- 13. ソクラテスは、「敬虔なもの」にとって、「全ての神々に愛される」ことは1つの付随的な性質に過ぎず、その本質規定ではないと指摘。エウテュプロンは途方に暮れる。

#### 「神々に対する世話（奉仕）に関わる正しさ」
ソクラテスは、今度は「敬虔なもの」と「正しいもの」との関係性（つながりの必然性、包含関係）について考察。「正しいもの」全てが「敬虔なもの」とは限らないが、全ての「敬虔なもの」は「正しいもの」である、すなわち、「敬虔なもの」は「正しいもの」の一部分だという考えを提示。エウテュプロンも受容。
- 14. ソクラテスは、「敬虔なもの」は「正しいもの」の内のどのような部分なのか考察。エウテュプロンは、「「正しいもの」の内、神々に対する世話に関わる部分が「敬神・敬虔」」（人間に対する世話に関わる部分がそれ以外の「正しいもの」）という新定義を提示。

##### 「神々への奉仕術」
- 15. ソクラテスは、上記の定義内の（神々に対する）「世話」の意味不明瞭に着目。それは、馬術による馬に対する世話、狩猟家による犬に対する世話、牧牛術による牛に対する世話と同様に、「人間側が神々を益する行為」なのか問う。エウテュプロンは否定し、この場合の「世話」は、奴隷による主人に対する世話、すなわち「奉仕術」と呼べるものであると答える。

##### 「奉仕術の目的」
- 16. ソクラテスは、今度は「奉仕術」の目的・成果を考察。医者に対する奉仕術の目的・成果は「健康の達成」、造船家に対する奉仕術の目的・成果は「船の完成」、建築家に対する奉仕術の目的・成果は「家の完成」、では、神々に対する奉仕術は一体何を生み出すのか問う。エウテュプロンは明瞭に答えられず、とりあえず人間が神々に祈り・犠牲を捧げるその行為が、個人の家も、国家公共も護ることになると述べる。

##### 「贈り物と請願」
- 17. ソクラテスは、それでは敬虔（としての「奉仕術」）とは、「神々に対して、犠牲を捧げたり（贈り物）、祈ったり（請願）する知識」の一種ということか問う。エウテュプロンは同意する。

##### 「神々の利益と愛」
- 18. ソクラテスは、それでは神々に対する「請願」と「贈り物」から成るその敬虔（としての「奉仕術」）は、人間と神々の間での「交易術」とも言えるのなのか問う。エウテュプロンは同意する。ソクラテスは、それでは神々は人間からの「贈り物」によって何か利益を得るのか問うも、エウテュプロンは否定する。ソクラテスは、それでは人間からの「贈り物」は、神々にとっては有益なものでもないし、神々に愛されるものでもないと指摘。エウテュプロンは否定し、人間からの「贈り物」は、神々によって何よりも愛されるものだと述べる。（こうして話が振り出しに戻る。）
- 19. ソクラテスは、先程（上記12-13）、「敬虔なもの」と「神々に愛されるもの」は、別ものであることが明らかにされたばかりであることを指摘。エウテュプロンも同意。ソクラテスは、ここまでの定義か合意事項のどこかが的確ではなかったと指摘。エウテュプロンも同意。

### 終幕
- 20. ソクラテスが、それでは最初からもう一度考察を始めようと提案するも、エウテュプロンは急用があると言って帰ってしまい、ソクラテスは嘆く。

## 論点

### 「敬虔・敬神」
本篇では、「敬虔・敬神」概念の明確化を巡って、神学者エウテュプロンを相手に、ソクラテスによる執拗な追及・問答が繰り広げられる。
作中、「単一の相」を持った普遍的な「敬虔・敬神」概念（の定義）は存在するという前提の下、「敬虔・敬神」の定義として、
- 「罪を犯し、不正を働く者を訴え出ること」 （← ソクラテス「具体的過ぎる、普遍的規定ではない」）
- 「神々に愛されるもの」 （← ソクラテス「ある神々が愛するものでも、別の神々が愛さないこともある」）
  - 「全ての神々に愛されるもの」 （← ソクラテス「「敬虔なもの」と「愛されるもの」の間に必然的な対応関係が無い」）
- 「正しいもの」 （← ソクラテス「「敬虔なもの」は「正しいもの」の内の一部分に過ぎない」）
  - 「「正しいもの」の内、神々に対する世話（奉仕・贈り物・請願）に関わる部分（の知識）」 （← ソクラテス「神々は人間の奉仕を必要としない」）

等が提示されるが、概念の明確化を執拗に追及するソクラテスによって、ことごとく提示された諸定義の欠陥が顕にされ、堂々巡り・行き詰まり（アポリア）に陥ってしまう。
『ソクラテスの弁明』『クリトン』『ゴルギアス』等の対話篇、あるいはクセノポンの『ソクラテスの思い出』『ソクラテスの弁明』等にも述べられているように、ソクラテスにとっては、「敬神的であること」「人々に対してのみならず、神々に対しても不正を行わないこと」が、重大な倫理的指針であった。他方で、ソクラテスが公訴された罪状が「涜神罪（神を冒涜した罪）」であったことからも分かるように、アテナイの保守的な大衆の社会的な拠り所もまた、神々（に関する伝統・慣習）であった。
この対話篇では、その双方の共通の鍵とも言える「敬神」とは一体どういうことなのかについての検討・探求が為され、
- 「（付随的に全ての神々に愛されもする）神々に対する正しさ」であり、同時にそれは、決して「神々と取引をする」ような性質のものではない。

という暫定的な結論に至る程度で、議論が終えられている。
そして、この「神々に対する正しさ」とは何であるかについては、後に『饗宴』『パイドン』『国家』『パイドロス』『テアイテトス』『ティマイオス』『法律』といった中期・後期対話篇において、
- 「真・善・美」の追求・探求。
- 「魂」の中の「神的な部分」である「理知/知性」の力を発揮させ、可能な限り「神に似よう」と心がけること。
(※なお、こうした「真・善・美」と「神」という2つの目標の「分裂/ズレ」を、修正/統合する (更には、後期対話篇『パルメニデス』で提示された、「イデア論」の矛盾/難題を抹消/解消する) 意味も込め、後期対話篇『ティマイオス』においては、通常の神々 (やイデア) の上位に、「父なる原初神/創造神」かつ「善のイデアの神格化」である「デミウルゴス」(という統合的な「究極原因/究極目標」) が、提示されることになる。)

であると説明されることになり、本篇『エウテュプロン』は言わば、そうした中期・後期対話篇に対する伏線の役割を果たしている。
なお、本篇と同様に、「敬虔・敬神」について扱った作品としては、真偽の論争がある『アルキビアデスII』がある。

### プラトンと伝統的な「神観」の差異
なお、プラトンは本篇の中（6A-B）で、ソクラテスに従来のギリシア神話的な (親子も含めて神々が互いに憎しみ争い合う) 慣習的・伝統的 (ヘシオドス・ホメロス的) な神観に対して、疑問を投げかけさせている。
中期対話篇『国家』になると、もっと露骨に批判的になり、第2巻（377A-378D）において、そうした「伝統的な（憎悪的・闘争的な）神観」は、「国の守護者」に対する教育においては、人格形成上「有害」だとして、教えることを禁止させている。
また後期対話篇『ティマイオス』（40D-41A）においては、創造主デミウルゴスによって創造された、回転運動する天体/星々としての神々に続いて、「神々の子孫を自称する人々によって証明なしに語られてきた神々も、慣例に従って取り扱う」といった具合に、皮肉を込めてその神々に言及している。
このように、プラトンは慣習的・伝統的な（憎悪的・闘争的な）神観には、初期から後期に至るまで一貫して批判的であり、『パイドン』『国家』『パイドロス』『政治家』『ティマイオス』等の神話や、『法律』第10巻に示されているような、哲学者（愛知者）が崇敬して近づこうと努力するに値する「世界・宇宙の合理的な(円)運動を司る、理知的で善なる神々」といった神観へと、修正を試みている。

## 日本語訳
- 『ソクラテスの弁明　エウチュプロン　クリトン』 山本光雄訳、角川文庫、1954年、再改版1988年
- 『プラトン全集〈1〉 エウテュプロン　ソクラテスの弁明　クリトン　パイドン』 今林万里子・田中美知太郎・松永雄二訳、岩波書店、1975年、復刊2005年ほか
- 『エウテュプロン　ソクラテスの弁明　クリトン』 西尾浩二・朴一功訳、京都大学学術出版会〈西洋古典叢書〉、2017年